# Phractura longicauda
Phractura longicauda es una especie de pez de la familia Amphiliidae en el orden de los Siluriformes.

## Morfología
• Los machos pueden llegar alcanzar los 7,7 cm de longitud total.

## Hábitat
Vive en zonas de clima tropical  entre 23 y los 28 °C de temperatura.

## Distribución geográfica
Se encuentran en África: ríos costeros del sur del Camerún, Guinea Ecuatorial y cuenca del río Congo.